# Mioceen
| Systeem Periode                          | Serie Tijdvak | Etage Tijdsnede | Ouderdom (Ma) |
| ---------------------------------------- | ------------- | --------------- | ------------- |
| Kwartair                                 | Pleistoceen   | Gelasien        | jonger        |
| Neogeen                                  | Plioceen      | Piacenzien      | 2,58–3,600    |
| Neogeen                                  | Plioceen      | Zanclien        | 3,600–5,333   |
| Neogeen                                  | Mioceen       | Messinien       | 5,333–7,246   |
| Neogeen                                  | Mioceen       | Tortonien       | 7,246–11,62   |
| Neogeen                                  | Mioceen       | Serravallien    | 11,62–13,82   |
| Neogeen                                  | Mioceen       | Langhien        | 13,82–15,97   |
| Neogeen                                  | Mioceen       | Burdigalien     | 15,97–20,44   |
| Neogeen                                  | Mioceen       | Aquitanien      | 20,44–23,03   |
| Paleogeen                                | Oligoceen     | Chattien        | ouder         |
| Indeling van het Neogeen volgens de ICS. |               |                 |               |

Het Mioceen (Grieks: μείων (meiōn) = minder; καινός (kainós) = nieuw) is een tijdperk in de geologische tijdschaal, dat duurde van 23,03 tot 5,333 miljoen jaar geleden (Ma). Het Mioceen volgt op het Oligoceen en wordt gevolgd door het Plioceen.
Door de verder gaande evolutie van grassen en kruiden op het land konden graslanden zich op gematigde breedte verspreiden. In de zee verspreidden de kelpwouden zich. Kleine gewervelde dieren diversificeerden en er verschenen verschillende soorten grote zoogdieren (een zogenaamde megafauna), waarvan veel tegenwoordig uitgestorven zijn. Ondertussen ging gebergtevorming in de Himalaya, de Alpen en aan de westelijke rand van Noord- en Zuid-Amerika door.

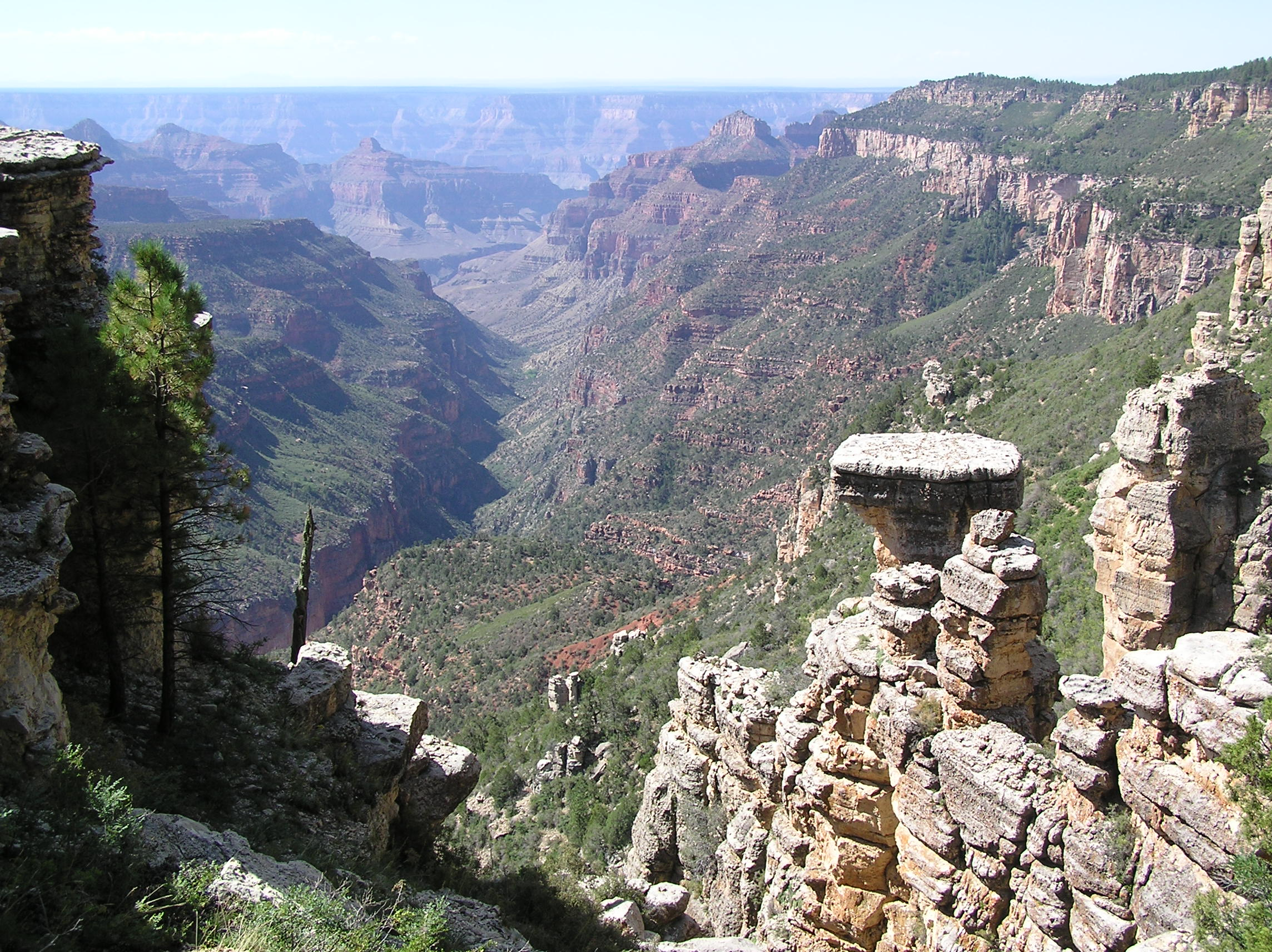
De Grand Canyon in de V.S. begon zich rond 17 miljoen jaar geleden te vormen vanwege de tektonische opheffing van het Coloradoplateau. Door het omhoog komen van de aardkorst begon de rivier de Colorado zich in te slijten waardoor uiteindelijk een hoogteverschil van meer dan anderhalve kilometer ontstond.

## Paleogeografie
Tijdens het Mioceen ging de Alpiene orogenese door. Zo zou door de collisie tussen India en Eurazië de Himalaya tijdens het Mioceen beginnen te vormen. De noordwaartse beweging van Afrika en Arabië zorgde tussen 19 en 12 miljoen jaar geleden voor het sluiten van de Tethysoceaan, waardoor Azië en Afrika verbonden raakten en de Middellandse Zee ontstond. Het omhoogkomen van de Alpiene gebergten in Europa en westelijk Azië (onder andere de Pyreneeën, Alpen, Dinariden, Taurus, Kaukasus en Elboers) ging ook in het Mioceen nog volop verder. In de Alpen vond bijvoorbeeld tussen 10 en 5 miljoen jaar geleden een belangrijke fase van opheffing plaats, waardoor de zee definitief uit het Molassebekken in het noordelijke voorland zou verdwijnen. Ten noorden van de Alpiene gebergtegordels lag tijdens het Mioceen een grote binnenzee, de Paratethys, waarvan de tegenwoordige Zwarte Zee en Kaspische Zee restanten zijn. Tijdens het Mioceen waren de Paratethys en de Middellandse Zee afwisselend wel of niet verbonden door zeestraten. Een geologisch gezien kortstondige, maar wel ingrijpende gebeurtenis was het (zo goed als geheel) droogvallen van de Middellandse Zee tijdens de Messinian salinity crisis rond 6 miljoen jaar geleden. Ook dit werd veroorzaakt door de noordwaartse beweging van Afrika, die ervoor zorgde dat de voorlopers van de Straat van Gibraltar sloten.
Aan de westkust van Noord-Amerika werden tijdens het Mioceen een aantal kustgebergten gevormd, zoals de Cascade Range, de Pacific Coast Ranges en de Sierra Nevada. Hierdoor trok de zee, die in het Paleogeen nog de westelijke rand van Noord-Amerika bedekte, zich terug naar het westen. Deze bergketens ontstonden met het vulkanisme ten gevolge van de subductie van de Farallonplaat onder Noord-Amerika. Een gevolg van het omhoog komen van het Coloradoplateau rond 9 miljoen jaar geleden was de vorming van de Grand Canyon door inslijting van de rivier de Colorado.

## Paleoklimaat
Het vroege Mioceen had een warmer klimaat dan het voorafgaande Oligoceen. Rond 14,8 miljoen jaar geleden vond het Early Middle Miocene Climatic Optimum plaats en was het klimaat op zijn warmst. Daarna koelde het klimaat plotseling snel af. Er zijn meerdere hypotheses waarom het klimaat afkoelde. Een mogelijkheid is dat bij de meteorietinslag waarbij de Nördlinger Rieskrater in het tegenwoordige zuiden van Duitsland gevormd werd genoeg fijn stof de atmosfeer ingeblazen werd om het klimaat wereldwijd te beïnvloeden. Een andere hypothese is dat de verhoogde vulkanische activiteit bij de vorming van de Grote Slenk in Oost-Afrika in deze periode het klimaat beïnvloedde.
Het late Mioceen kende een trend van een geleidelijke verdere afkoeling, die in het Plioceen zou doorgaan en uiteindelijk tot het Kwartaire ijstijdvak zou leiden.
Omdat koude lucht minder vocht kan opnemen zorgde de Miocene afkoeling ook voor minder neerslag en wereldwijde verdroging van het klimaat. Regionaal zorgden ook andere factoren voor verdroging. Door Laat-Miocene tektonische opheffing in oostelijk Afrika zou het regenwoud in die regio kleiner worden. De noordwaartse beweging van Australië maakte dat dit continent in een steeds drogere klimaatzone terechtkwam, zodat ook hier bossen plaatsmaakten voor steppen.

## Geologie en stratigrafie

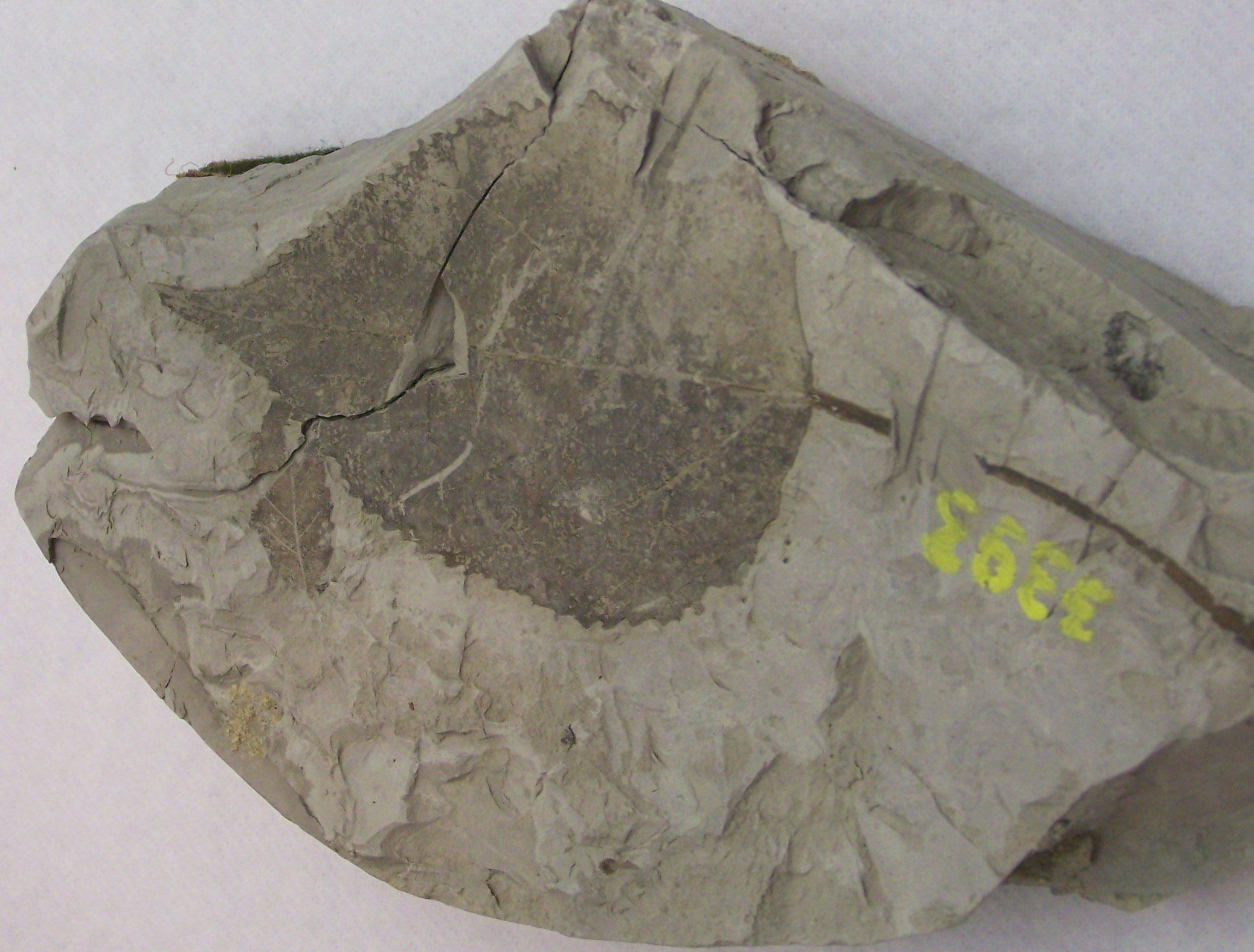
Fossiel blad van Populus balsamoides, een Miocene soort populier.

### Naamgeving en definitie
De naam Mioceen werd voor het eerst gebruikt door Charles Lyell in 1830. Lyell verdeelde het Tertiair in Eoceen, Mioceen en Plioceen, een verdeling waar anderen later nog het Paleoceen en Oligoceen aan toevoegden. De naam Mioceen ("minder recent") heeft vooral betrekking op de hoeveelheid tegenwoordig nog levende molluskensoorten die in het Mioceen van de Middellandse Zee aanwezig zijn: nog maar 18%. In de tijdschaal die tegenwoordig door de ICS wordt aanbevolen is het Tertiair vervangen door Paleogeen en Neogeen. Het Mioceen heeft daarin de status van tijdvak en is een onderverdeling van de periode Neogeen.
Het Mioceen wordt zelf opgedeeld in zes etages: Aquitanien, Burdigalien, Langhien, Serravallien, Tortonien en Messinien. Er komen alternatieve regionaal gebruikte indelingen in etages voor (Noord-Amerika, Australië, Nieuw-Zeeland of Oost-Europa hebben bijvoorbeeld eigen indelingen), die nog regelmatig gebruikt worden naast de internationale indeling.
Voor marien stratigrafisch onderzoek worden vooral foraminiferen en nannoplankton als gidsfossielen gebruikt. In afzettingen van ondiepe randzeeën, zoals het Noordzeebekken zijn mollusken biozoneringen van groot belang. Voor continentale afzettingen gebruikt men indelingen die gebaseerd zijn op pollenzones en biozones van zoogdier-fossielen (Mammalian stages), die overigens voor Eurazië en Noord-Amerika verschillend zijn. Pollenzones zijn van groot belang omdat men er continentale en mariene afzettingen mee kan correleren. Ook wordt gebruikgemaakt van magnetostratigrafie.

### Gesteenten uit het Mioceen

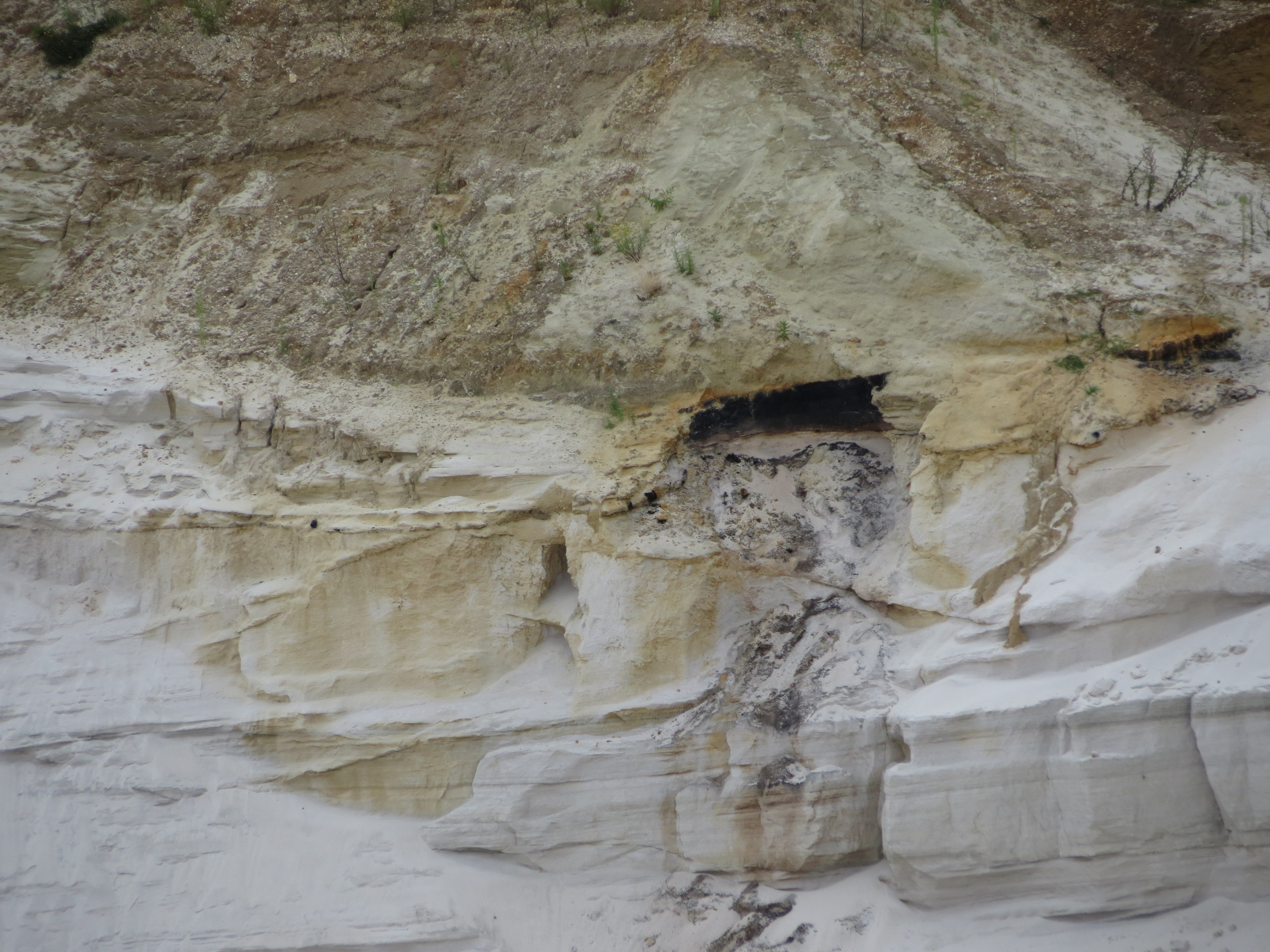
Wit kwartszand en bruinkool uit de Ville Formatie (Zilverzandgroeve Heerenweg West, Heerlen)

Vanwege de (geologisch gezien) geringe ouderdom zijn gesteenten uit het Mioceen meestal nog niet geconsolideerd. Omdat het zeeniveau in het Mioceen hoger was dan tegenwoordig worden in laag gelegen streken uit het Mioceen vaak mariene afzettingen gevonden.
In Nederland werd in het Mioceen de Breda Formatie gevormd, die bestaat uit mariene klei die naar de top toe steeds meer wordt afgewisseld met deltaïsche zanden. Verder naar het zuiden, in het noordwesten van België, werd in het vroege Mioceen de Berchem Formatie afgezet, die bestaat uit in ondiep zeewater gevormde kleien en glauconiethoudende zanden. Tegelijkertijd werd verder naar het zuidoosten de Bolderberg Formatie gevormd, een afwisseling van ondiep mariene zanden en kleien en continentale zanden en bruinkoollaagjes. In Nederlands Limburg staan deze zanden bekend als het Laagpakket van Heksenberg in de Ville Formatie. In het aangrenzende Duitsland wordt de bruinkool van de Ville Formatie grootschalig ontgonnen in dagbouw. In het late Mioceen werd in België over deze formaties de Diest Formatie afgezet, die bestaat uit in een erg ondiepe zee gevormde zand- en grindlagen.
De vorming van de Himalaya zorgde voor het ontstaan van een groot voorlandbekken, waar een bijna continue opeenvolging van Neogene gesteenten in afgezet werd. Deze gesteentelagen dagzomen in de Siwaliks en zijn bekend om hun fossielen van verschillende zoogdiergroepen, waaronder primaten.

## Leven

### Flora

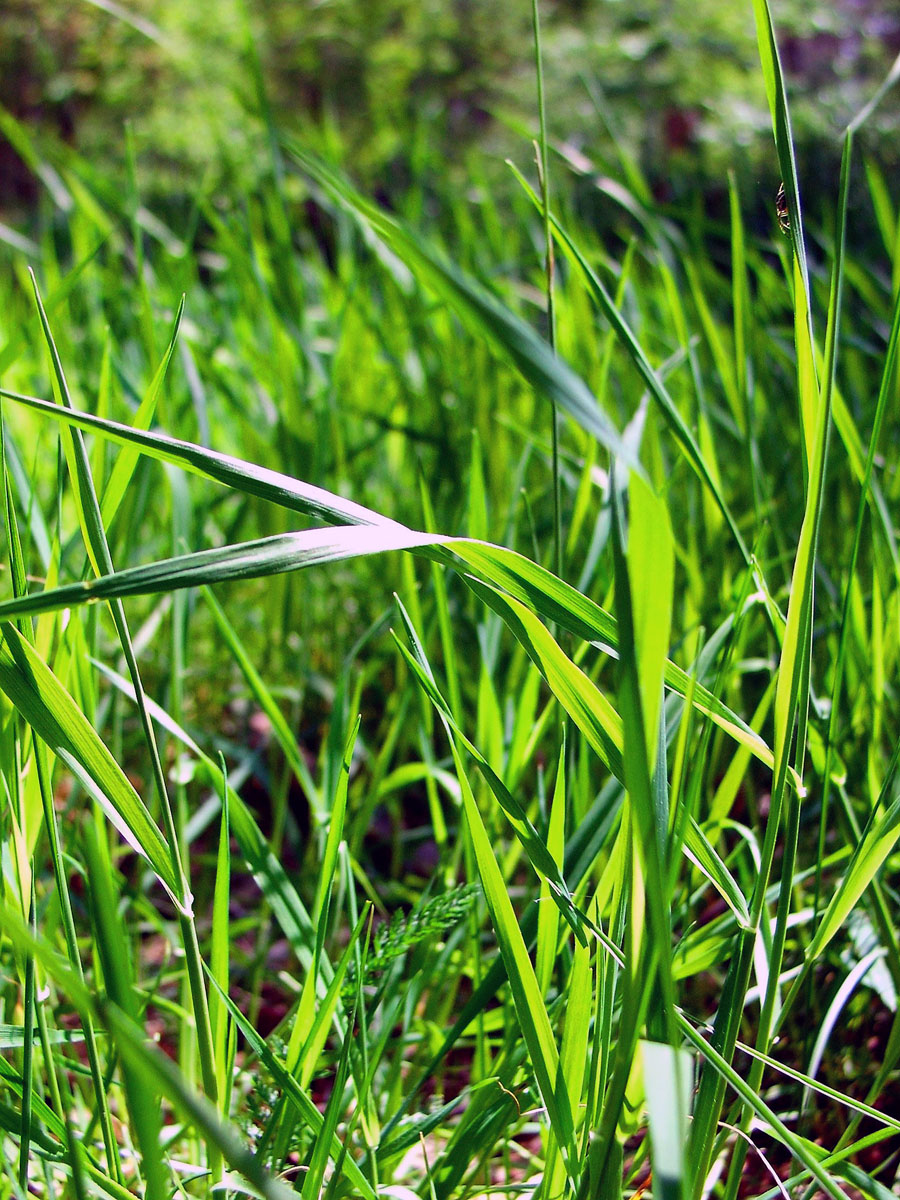
In het Mioceen verspreiden en diversificeren grassen zich massaal onder invloed van voor de plant gunstige klimaat factoren.

De grassen, die in grotere aantallen waren verschenen tijdens het Eoceen, hadden zich tijdens het Oligoceen verder ontwikkeld. Het was echter pas tijdens het Mioceen dat graslanden zich over grote delen van de continenten verspreidden. Door de verdroging van het klimaat maakte tropisch bos plaats voor savanne en naaldbos voor steppe of prairie. De grassen co-evolueerden met grazende dieren, met name de grote herkauwers. Deze co-evolutie wordt onder andere geïllustreerd door de plotselinge opkomst van soorten gras die meer silica opnemen rond 7 miljoen jaar geleden. Silica zorgt voor het slijten van de tanden van de dieren die zich met gras voeden. Rond dezelfde tijd vond massale uitsterving plaats onder groepen grazende zoogdieren. Alleen soorten met langere kiezen, die beter in staat waren het silicarijkere gras te eten, overleefden.
Dit was niet de enige fase van uitsterven tijdens het Mioceen. Ook rond 14,5 miljoen jaar geleden vond een massa-extinctie plaats, waarbij ongeveer 30% van alle zoogdiergeslachten uit het vroege Mioceen verdween. Deze massa-extinctie wordt in verband gebracht met de snelle afkoeling van het klimaat die ongeveer tegelijkertijd plaatsvond.

### Mariene fauna
Tijdens het Mioceen ontwikkelden de mariene fauna zoals baleinwalvissen en tandwalvissen zich verder. De tandwalvis Squalodon uit het Oligoceen en Mioceen is de oudste fossiele soort waarbij aanwijzingen gevonden zijn voor echolocatie, het gebruik van geluid om positie te bepalen. Later in het Mioceen verschenen modernere soorten, zoals de potvis. Ook de haaien kenden een succesvolle periode, gezien de vele haaientanden die in Miocene sedimenten gevonden worden. Een enorme soort haai uit het Mioceen was Megalodon, die rond de 12 meter lang kon worden.
De uitbreiding van kelpwouden zorgde voor de verspreiding van diverse soorten vissen, zeehonden, otters en andere gewervelden.

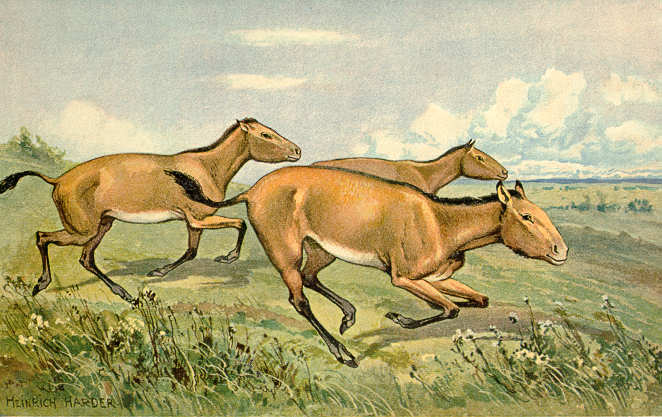
Hipparion, een paardachtige die van 10 tot 2 miljoen jaar geleden leefde.

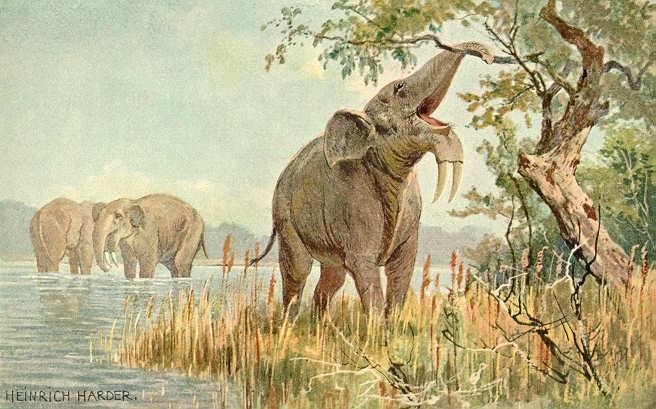
Deinotherium, een slurfdier uit het Mioceen en Plioceen.

### Vogels, reptielen en kleine zoogdieren
Tijdens het Mioceen vonden vaak onderling gerelateerde radiaties plaats. De verdroging van het klimaat en de verspreiding van grassen en kruiden werd gevolgd door radiatie van kleine knaagdieren (zoals muizen en ratten), die droge grond nodig hebben om hun holen in te graven. Tegelijkertijd vond radiatie plaats onder kikkers, padden en slangen. Slangen leven van kleine knaagdieren en amfibieën, zodat hun opkomst tijdens het Mioceen niet verwonderlijk is. Een andere groep reptielen, de Choristodera stierf aan het begin van het Mioceen uit, met als laatste soort Lazarussuchus dvoraki uit Tsjechië. De verspreiding van zaaddragende kruiden en grassen werd ook gevolgd door de opkomst van de zangvogels, die voor het Mioceen nauwelijks voorkwamen. Andere soorten vogels waarvan de oudst bekende fossielen uit het Mioceen komen zijn kraaien, eenden, alken, net als verschillende soorten hoenders en uilen. Aan het einde van het Mioceen waren zo goed als alle moderne vogelfamilies verschenen. Onder de zeevogels bestonden in het Mioceen zelfs meer soorten dan tegenwoordig.

### Grazende zoogdieren
Onder de grotere grazers zouden de onevenhoevigen (zoals neushoornachtigen en paardachtigen) gedurende het Mioceen steeds meer plaats moeten maken voor de evenhoevige families van de hertachtigen (Cervidae) en holhoornigen (Bovidae) (waaronder runderen (Bovinae), antilopen (Antilopinae) en geitachtigen (Caprinae)). Ook de giraffen (Giraffidae), slurfdieren (Proboscidea) en varkens (Suidae) radieerden. Hipparion was een paardachtige die in het Mioceen de steppes van Azië bevolkte. Hipparion was ongeveer anderhalve meter hoog, al groter dan de paardachtigen uit het Eoceen maar nog steeds kleiner dan tegenwoordige paarden. Een slurfdier waarvan zowel in Europa, Azië als Afrika fossielen gevonden zijn is Deinotherium, waarbij de slagtanden in tegenstelling tot hedendaagse olifanten naar beneden in plaats van omhoog krulden. Een andere belangrijke nieuwe groep slurfdieren uit het Mioceen waren de mastodonten, die zich over Eurazië en Afrika verspreidden. Een voorbeeld van een Afrikaans slurfdier uit het Mioceen is Phiomia.

### Roofdieren

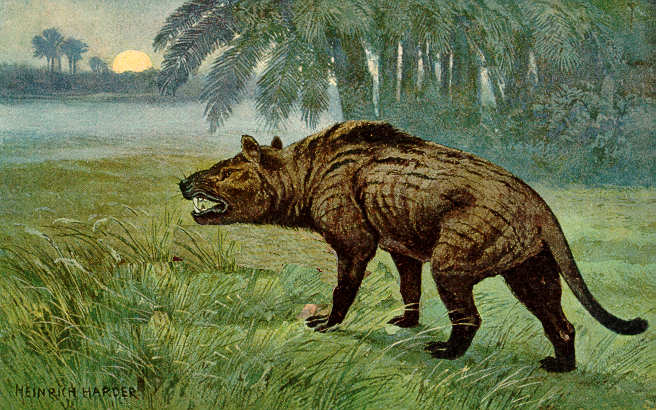
Hyaenodon, een vroeg Mioceen roofdier uit de orde van de Creodonta.

Ook de grotere predators zouden tijdens het Mioceen meer op de moderne soorten gaan lijken. De roofdieren (Carnivora) zouden in de loop van het Mioceen verder ontwikkelen, terwijl twee oudere groepen, de entelodonten (Entelodontidae) en creodonten (Creodonta) in de loop van het Mioceen zouden verdwijnen. De orde van de roofdieren bestaat onder andere uit de families van de katachtigen (Felidae) en hondachtigen (Canidae). In het Mioceen verschenen daarnaast de families van beren (Ursidae), hyena's (Hyaenidae) en in Noord-Amerika de wasbeerachtigen (Procyonidae). Ook verschenen in het Mioceen de eerste Machairodontinae (sabeltandkatten) en de eerste wolven (Canis lupus). De opkomst van de roofdieren ten opzichte van creodonten en entelodonten kan het gevolg zijn geweest van de meer open begroeiing, waardoor de intelligentere en snellere roofdieren een voordeel hadden. Een voorbeeld van een creodont uit het Mioceen is Megistotherium.
Door het droogvallen van de Beringlandbrug halverwege het Mioceen kon er uitwisseling van soorten plaatsvinden tussen Eurazië en Noord-Amerika. Zuid-Amerika en Australië lagen geïsoleerd en hadden hun eigen fauna. Australië had een natter klimaat dan tegenwoordig en was bedekt met regenwouden, waarin veel soorten buideldieren leefden. De 3 meter lange loopvogel Dromornis was waarschijnlijk een vleeseter. Zuid-Amerika bleef geïsoleerd, waardoor de fauna daar toen erg verschilde van die tegenwoordig. Grote buideldieren, zoals Homalodotherium, werden gejaagd door bijna drie meter hoge schrikvogels zoals Kelenken en Phorusrhacos.

### Primaten

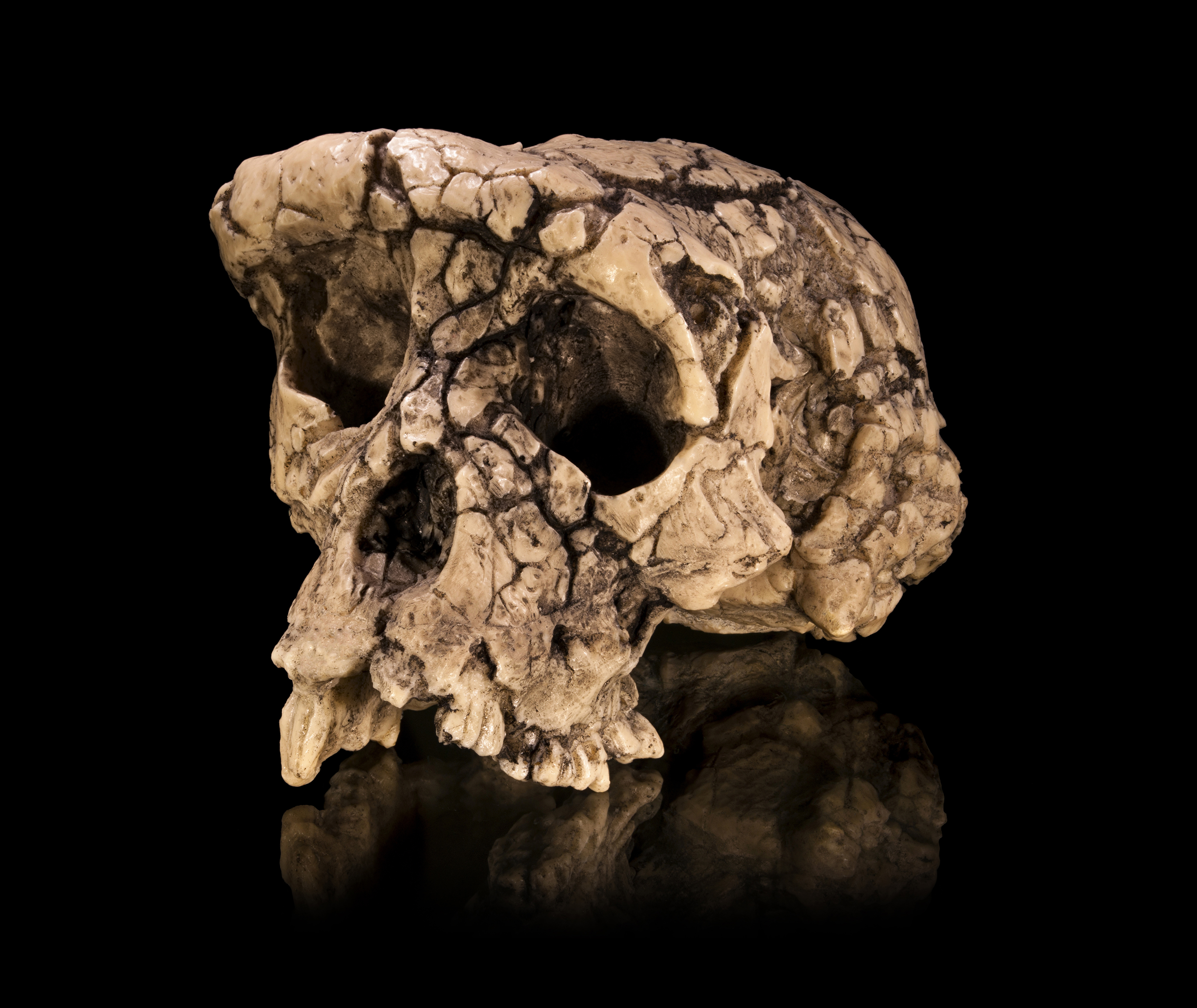
De mensaap Sahelanthropus tchadensis, rond 7 miljoen jaar oud, gevonden in Tsjaad.

Onder de primaten kwamen steeds modernere soorten voor. De smalneusapen (Catarrhini) waren al rond 40 miljoen jaar geleden (in het Eoceen) verschenen. Rond 25 miljoen jaar geleden vond binnen deze groep de splitsing plaats tussen mensapen (Hominoidea) en de apen van de Oude Wereld (Cercopithecidae). In het Vroeg- en Midden-Mioceen zijn in Afrika en het Middellandse Zeegebied op verschillende plaatsen fossielen van mensapen gevonden, voorbeelden zijn Dryopithecus of Proconsul. Ongeveer tegelijkertijd leefde Sivapithecus in Azië. De familie der gibbons (Hylobatidae) splitste zich ergens na 18 miljoen jaar geleden af, de familie der orang-oetans (Ponginae) rond 12 miljoen jaar geleden. Tussen 8 en 4 miljoen jaar geleden vond de splitsing plaats tussen gorilla's, mensen en chimpansees, de drie geslachten uit de familie hominiden (Homininae).
Aan het einde van het Mioceen zouden de hominiden zich (net als veel andere dieren tijdens het Mioceen) uit het regenwoud begeven en rechtop beginnen te lopen, waarschijnlijk om te overleven in open landschap. Een voorbeeld van een vroege hominide is Sahelanthropus tchadensis, die rond 7 miljoen jaar geleden in het noorden van Afrika leefde.